# Rocking All Over the Years
Albums de Status Quo
Perfect Remedy
(1989) Rock 'til You Drop
(1991)
Compilations de Status Quo
12 Gold Bars Vol.II
(1984) Whatever You Want - The Very Best of Status Quo
(1997)
Singles
1. The Anniversary Waltz (Part One)
Sortie : 17 septembre 1990

Rocking All Over the Years est une compilation du groupe de rock anglais, Status Quo. Elle est sortie le 8 octobre 1990 sur le label Vertigo Records.

## Présentation
Cette compilation regroupe notamment tous les titres qui se sont classés dans le Top 10 du classement des ventes de singles au Royaume-Uni. Elle débute avec la chanson Pictures of Matchstick Men datant du premier album et se termine avec l'inédit The Anniversary Waltz (Part One).
La sortie de l'album coïncide avec le 25e anniversaire de la rencontre de Francis Rossi et Rick Parfitt lors d'un séjour dans un camp de vacances de Minehead dans le sud de l'Angleterre. Tous les deux jouent dans un groupe, The Spectres pour Rossi, The Highlights pour Parfitt, il se retrouveront deux plus tard dans le groupe Traffic Jam qui deviendra Status Quo. Rossi et Parfitt sont les seuls musiciens à jouer sur tous les titres de cette compilation.
Elle se classe à la 2e place des charts britanniques et se vend à plus de 600 000 au Royaume-Uni où elle sera récompensée par un double disque de platine.

## Musiciens
- Francis Rossi: chant principal, guitare solo
- Rick Parfitt: guitare rythmique, chant sur Rain, Whatever You Want et Anniversary Waltz (Great Balls of Fire), chœurs
- Alan Lancaster: basse, chœurs (titres 1 à 18)
- John Coghlan: batterie (titres 1 à 14)
- Andy Bown; claviers (depuis le titre 10)
- Roy Lynes: claviers (titres 1 & 2)
- Pete Kircher: batterie (titres 15, 16, 17 & 18)
- Jeff Rich: batterie (titres 19 à 22)
- John "Rhino" Edwards: basse, chœurs (titres 19 à 22)

## Liste des titres
| No  | Titre                                     | Auteur                                                   | De l’album                                                    | Durée |
| --- | ----------------------------------------- | -------------------------------------------------------- | ------------------------------------------------------------- | ----- |
| 1.  | Pictures of Matchstick Men (UK # 7)       | Francis Rossi                                            | Picturesque Matchstickable Messages from the Status Quo, 1968 | 3:07  |
| 2.  | Ice in the Sun (UK # 8)                   | Marty Wilde, Ronnie Scott                                | Picturesque Matchstickable Messages from the Status Quo, 1968 | 2:00  |
| 3.  | Paper Plane (UK # 8)                      | Rossi, Bob Young                                         | Piledriver, 1972                                              | 2:51  |
| 4.  | Caroline (UK # 5)                         | Rossi, Young                                             | Hello!, 1973                                                  | 3:40  |
| 5.  | Break the Rules (UK # 8)                  | Rossi, Rick Parfitt, Alan Lancaster, John Coghlan, Young | Quo, 1974                                                     | 3:37  |
| 6.  | Down Down (UK # 1)                        | Rossi, Young                                             | On the Level, 1975                                            | 3:45  |
| 7.  | Roll Over Lay Down (UK # 9)               | Rossi, Parfitt, Lancaster, Coghlan, Young                | Quo Live!, 1975                                               | 4:41  |
| 8.  | Rain (UK # 7)                             | Parfitt                                                  | Blue for You, 1976                                            | 4:24  |
| 9.  | Wild Side of Life (UK # 9)                | Arlie Carter, William Warren                             | Non-album single, 1976                                        | 3:13  |
| 10. | Rockin' All Over the World (UK # 3)       | John Fogerty                                             | Rockin' All Over the World, 1977                              | 3:24  |
| 11. | Whatever You Want (UK # 4)                | Rick Parfitt, Andy Bown                                  | Whatever You Want, 1979                                       | 3:48  |
| 12. | What You're Proposing (UK # 2)            | Rossi, Bernie Frost                                      | Just Supposin', 1980                                          | 3:50  |
| 13. | Somethin' 'Bout You Baby I Like (UK # 9)  | Richard Supa                                             | Never Too Late, 1981                                          | 2:38  |
| 14. | Rock 'N' Roll (UK # 8)                    | Rossi, Frost                                             | Just Supposin', 1980                                          | 3:48  |
| 15. | Dear John (UK # 10)                       | John Gustafson, Jackie McAuley                           | 1+9+8+2, 1982                                                 | 3:11  |
| 16. | Ol' Rag Blues (UK # 9)                    | Lancaster, Keith Lamb                                    | Back to Back, 1983                                            | 2:47  |
| 17. | Marguerita Time (UK # 3)                  | Rossi, Frost                                             | Back to Back, 1983                                            | 3:19  |
| 18. | The Wanderer (UK # 7)                     | Ernie Maresca                                            | 12 Gold Bars Vol.II, 1984                                     | 3:19  |
| 19. | Rollin' Home (UK # 9)                     | John David                                               | In the Army Now, 1986                                         | 3:58  |
| 20. | In the Army (UK # 2)                      | Bolland & Bolland                                        | In the Army Now, 1986                                         | 3:38  |
| 21. | Burning Bridges (UK # 5)                  | Rossi, Bown                                              | Ain't Complaining, 1988                                       | 3:51  |
| 22. | The Anniversary Waltz (Part One) (UK # 2) | Meddley                                                  | Rocking All Over the Years, 1990                              | 5:00  |

## Charts et certifications

### Album
Charts
| Pays                          | Durée du classement | Meilleur classement | Date             |
| ----------------------------- | ------------------- | ------------------- | ---------------- |
| Allemagne (GfK Entertainment) | 10 semaines         | 46e                 | 10 décembre 1990 |
| Autriche (Ö3 Austria Top 40)  | 10 semaines         | 14e                 | 16 décembre 1990 |
| Pays-Bas (MegaCharts)         | 13 semaines         | 20e                 | 5 janvier 1991   |
| Royaume-Uni (UK Albums Chart) | 25 semaines         | 2e                  | 14 octobre 1990  |
| Suède (Sverigetopplistan)     | 14 semaines         | 20e                 | 30 janvier 1991  |
| Suisse (Schweizer Hitparade)  | 22 semaines         | 12e                 | 20 janvier 1991  |

Certifications
| Pays        | Certification | Ventes    | Date              |
| ----------- | ------------- | --------- | ----------------- |
| Royaume-Uni | 2 × Platine   | 600 000 + | 1er décembre 1990 |
| Suisse      | Or            | 25 000 +  | 1991              |

### Single
| Single                           | Chart                 | Durée du classement | Position | Date             | Certifications |
| -------------------------------- | --------------------- | ------------------- | -------- | ---------------- | -------------- |
| The Anniversary Waltz (Part One) | (GfK Entertainment)   | 12 semaines         | 17e      | 3 décembre 1990  | —              |
| The Anniversary Waltz (Part One) | (Ö3 Austria Top 40)   | 12 semaines         | 9e       | 16 décembre 1990 | —              |
| The Anniversary Waltz (Part One) | (V) (Ultratop)        | 11 semaines         | 13e      | 22 décembre 1990 | —              |
| The Anniversary Waltz (Part One) | (IRMA)                | 5 semaines          | 3e       | 11 octobre 1990  | —              |
| The Anniversary Waltz (Part One) | (RMNZ Singles Top40)  | 4 semaines          | 30e      | 20 janvier 1991  | —              |
| The Anniversary Waltz (Part One) | (Single Top 100)      | 12 semaines         | 5e       | 8 décembre 1990  | —              |
| The Anniversary Waltz (Part One) | (UK Singles Chart)    | 12 semaines         | 2e       | 14 octobre 1990  | Argent         |
| The Anniversary Waltz (Part One) | (Sverigetopplistan)   | 4 semaines          | 10e      | 16 janvier 1991  | —              |
| The Anniversary Waltz (Part One) | (Schweizer Hitparade) | 13 semaines         | 12e      | 9 décembre 1990  | —              |